# 中岛启智
中岛启智（日语：／ Nakajima Keichi，1998年11月16日—），日本男子游泳运动员。他曾代表日本参加2016年和2020年夏季残疾人奥林匹克运动会游泳比赛，其中2016年夏季残奥会获得一枚铜牌。